# 蔡母墓园
蔡母墓园，位于中国广东省云浮市罗定市罗镜镇东山，为罗定市文物保护单位，类型为近现代重要史迹及代表性建筑，公布时间为1994年6月8日。
蔡母墓园的历史年代为民国。